# Mar del Rey Haakon VII

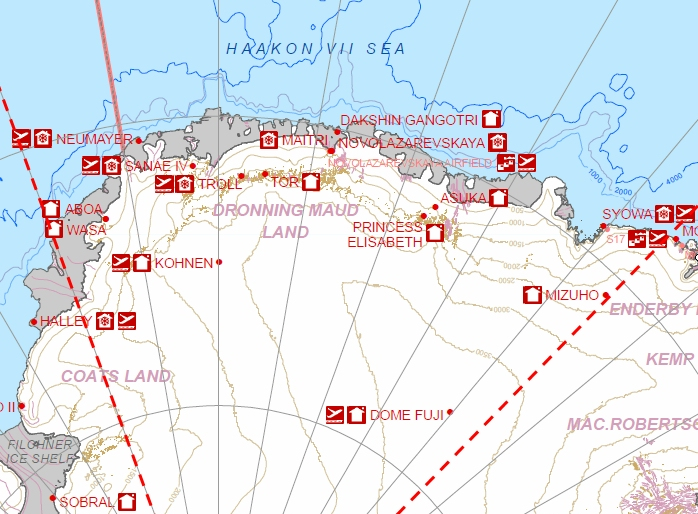
Mapa del área del mar del Rey Haakon VII.

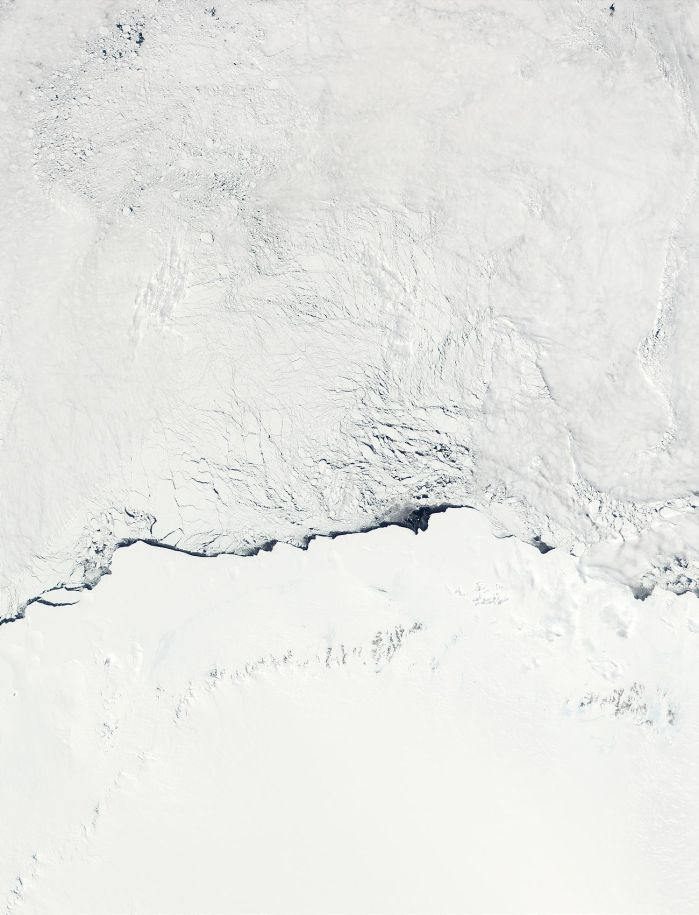
Sector de la costa del mar del Rey Haakon VII.

El mar del Rey Haakon VII (en noruego: Kong Haakon VII Hav) es un sector de mar en las costas de la Tierra de la Reina Maud en la Antártida Oriental.
Desde el punto de vista internacional que sigue a las definiciones de Rusia, el mar del Rey Haakon VII es el brazo oceánico entre el mar de Weddell y el mar de Lázarev, por lo que se extiende a lo largo de costa de la Princesa Marta desde el cabo Norvegia (71°20′S 12°18′O / -71.333, -12.300), que es el punto más oriental del mar de Weddell, hasta la barrera de hielo Fimbul sobre el meridiano de Greenwich (0°0′), que es reconocido como el límite occidental del mar de Lazarev.
Desde el punto de vista de Noruega el mar del Rey Haakon VII se sitúa sobre la totalidad de la costa de su reclamación territorial antártica en la Tierra de la Reina Maud, entre los 20° Oeste y los 45° Este, a lo largo de cerca de 10 090 km, y comprendiendo a otros mares marginales. En la presentación de Noruega ante la Comisión de Límites de la Plataforma Continental de las Naciones Unidas del 4 de mayo de 2009, el mar que baña la Tierra de la Reina Maud fue presentado como dividido entre los mares enumerados de oeste a este: mar de Weddell, mar de Lázarev, mar de Riiser-Larsen, y mar de los Cosmonautas, de tal manera que el límite entre los dos primeros se sitúe en la lengua de hielo Troll (o Trollunga).
Este mar está cubierto de hielo durante casi todo el año. Durante el otoño austral, se forma el casquete polar, que no se rompe hasta la primavera.
El área es un importante hábitat para la foca de Ross.

## Historia
El 27 de enero de 1820 el ruso Fabian Gottlieb von Bellingshausen hizo el primer avistamiento confirmado de la Terra Australis Ignota (la Antártida) cuando cruzó el mar del Rey Haakon VII cerca de la barrera de hielo Fimbul.
Este mar fue nombrado en honor de Haakon VII, primer rey de Noruega luego de su separación de Suecia.
En el borrador del proyecto de la 4° edición de Limits of Oceans and Seas de la Organización Hidrográfica Internacional, comunicado mediante la circular CL55 del 7 de noviembre de 2001, se propusieron límites para el mar del Rey Haakon VII. El proyecto final fue comunicado el 9 de agosto de 2002, pero fue retirado para nueva revisión el 19 de septiembre de 2002 sin que a septiembre de 2012 se publicara.

10.2 Kong Håkon VII Sea
 Norway has proposed the name Kong Kåkon VII Hav for the large area north of Dronning Maud Land. This is disputed by Russia as being a very large area with no general claims to the use of the name. It is therefore proposed that the Norwegian national interest be recognized by a Note in the text.
 A small change from 66°S to 65°S has been proposed by the UK and agreed by Russia, for consistency for the northern limit of Lazarev Sea, Riiser-Larsen Sea and Cosmonauts Sea. This has been embedded in the text.
 India's suggestion to include Indian Bay (69°58'S – 11°51'E to 69°57'S – 11°53'E) has not been retained as it is believed that such tiny features are not appropriate for S-23.
Comentarios del proyecto de la 4° edición de Limits of Oceans and Seas 